# Simboli europei
| Simboli        | UE       | COE      |
| -------------- | -------- | -------- |
| Bandiera       | x        | x        |
| Inno           | x        | x        |
| Motto          | x        | o        |
| Giorno europeo | 9 maggio | 5 maggio |

Molti simboli europei sono emersi nella storia, ma il contributo più grande lo ha dato il Consiglio d'Europa (COE) quando creò una serie di simboli per il continente che furono poi condivisi con l'Unione europea. Questi simboli sono intesi per raffigurare le organizzazioni ma hanno anche una valenza più ampia di simboli pan-europei.

I 16 stati membri dell'Unione Europea che hanno firmato la dichiarazione congiunta sui simboli dell'Unione Europea.

L'Unione europea successivamente ha creato altri simboli per sé stessa.
Esistono poi una serie di simboli informali creati dalle Presidenze del Consiglio dell'Unione europea che si succedono a rotazione ogni 6 mesi.

## Storia

### Il Consiglio europeo di Milano del 1985
I simboli della Comunità europea furono inizialmente fissati ufficialmente nella riunione del Consiglio europeo di Milano del 29 giugno 1985.

### Il progetto di Costituzione europea (2004)
Con la Costituzione Europea, mai entrata in vigore, si erano introdotti i 5 simboli che identificano l'identità europea e l'Europa come entità politica, nello stesso testo normativo.
L'articolo I-8 del Trattato, intitolato I simboli dell'Unione, sanciva infatti che:
L'abbandono della costituzione ha significato anche l'abbandono della codifica di questi simboli: nel Trattato di Lisbona, che sostituisce la costituzione, non vi è cenno alcuno ai simboli europei, fatta eccezione per una citazione tecnica dell'euro.
Esistono poi una serie di simboli informali creati dalle Presidenze del Consiglio dell'Unione europea che si succedono a rotazione ogni 6 mesi.

### La dichiarazione sui simboli europei (2007-'08)
Dopo la firma del Trattato di Lisbona nel luglio 2007, però, fu firmata una dichiarazione congiunta di 16 paesi, alla Conferenza intergovernativa del dicembre dello stesso anno, che si impegnavano a usare quei simboli. Nell'ottobre 2008, infine, è stata approvata una proposta al parlamento europeo per l'uso di tali simboli nelle istituzioni.

## I simboli ufficiali

### Bandiera europea

Bandiera europea

La bandiera dell'Europa è formata da dodici stelle d'oro posizionate in cerchio su uno sfondo blu. Nonostante la bandiera sia comunemente associata con l'Unione europea, fu inizialmente creata ed adottata dal Consiglio d'Europa ed ha l'intento di rappresentare l'Europa nel suo complesso, piuttosto che una singola particolare organizzazione.
La scelta della bandiera ebbe presso il Consiglio d'Europa un iter prolungato e complesso che durò alcuni anni (tra il 1950 e il 1955) e contemplò valutazioni di natura araldica, geopolitica (il numero delle stelle non coincide con il numero degli stati membri per la posizione allora non ancora definita della Saar che nel 1955 era membro associato) e religiosa (si ricordi che già dal 1949 erano membri del Consiglio d'Europa paesi a maggioranza cattolica come l'Italia, protestante come i paesi scandinavi e musulmana come la Turchia) ed infine vide prevalere uno dei bozzetti presentato dal disegnatore cattolico francese Arsène Heitz, il quale successivamente allacciò l'idea delle dodici stelle all'immagine della Madonna propria del dodicesimo capitolo dell'Apocalisse: "Nel cielo apparve poi un segno grandioso: una Donna vestita di sole con la luna sotto i suoi piedi e sul suo capo una corona di dodici stelle". Di tale riferimento non c'è però traccia nei documenti originali degli anni cinquanta e nella risoluzione approvata dall'assemblea parlamentare del Consiglio d'Europa il 25 ottobre 1955 e dal Comitato dei Ministri a Parigi l'8 dicembre dello stesso anno.
Nel 1983 il Parlamento europeo adotta la bandiera creata dal Consiglio d'Europa e suggerisce che essa diventi anche il simbolo della Comunità europea. Il Consiglio europeo approva questa proposta il 29 giugno 1985. Con l'accordo del Consiglio d'Europa, le istituzioni comunitarie introducono l'utilizzo della bandiera all'inizio del 1986.
Il sito on-line dell'Unione europea descrive la bandiera nei seguenti termini: "Le 12 stelle in cerchio simboleggiano gli ideali di unità, solidarietà e armonia tra i popoli d'Europa".

### Inno europeo
L'inno ufficiale dell'Unione Europea è il movimento finale della Nona sinfonia di Ludwig van Beethoven, anche chiamato "Inno alla Gioia".
L'inno fu adottato dal Consiglio d'Europa nel 1972, in quanto "senza parole, con il linguaggio universale della musica, questo inno esprime gli ideali di libertà, pace e solidarietà perseguiti dall'Europa".
Nel 1985 venne adottato dai capi di Stato e di governo dell'UE come inno ufficiale dell'Unione europea.

### Motto europeo
Ecco il motto europeo, che ne riprende uno di Ernesto Teodoro Moneta (In varietate unitas!), nelle lingue dell'Unione europea:
- Bulgaro - Единни в многообразието
- Ceco – Jednotnost v rů znorodosti
- Croato – Ujedinjeni u različitosti
- Danese – Forenet i mangfoldighed
- Estone – Ühtsus erinevuses
- Finlandese – Moninaisuudessaan yhtenäinen
- Francese – Unis dans la diversité
- Greco - Ενότητα στην πολυμορφία (Enòtita stin polumorfia)
- Inglese – United in diversity
- Italiano – Uniti nella diversità
- Latino – In varietate concordia
- Lettone – Vienotība dažhādībā
- Lituano – Vienybė įvairialypiškume
- Maltese – Magħquda fid-diversità
- Norvegese – Forent i mangfold
- Olandese – Eenheid in verscheidenheid / Verenigd in verscheidenheid
- Polacco – Jedność w różności
- Portoghese – Unidade na diversidade
- Rumeno – Unitate în diversitate
- Russo – Единство в разнообразии
- Serbo – Уједињени у различитости
- Slovacco – Jednota v rozdielnosti
- Sloveno – Združeni v raznolikosti
- Spagnolo – Unidos en la diversidad
- Svedese – Förenat i mångfalden
- Tedesco – In Vielfalt geeint
- Ucraino – Єдність у розмаїтті
- Ungherese – Egység a sokféleségben
- Altre lingue, su eurominority.org. URL consultato il 23 marzo 2007 (archiviato dall'url originale il 4 maggio 2005).

### Moneta europea

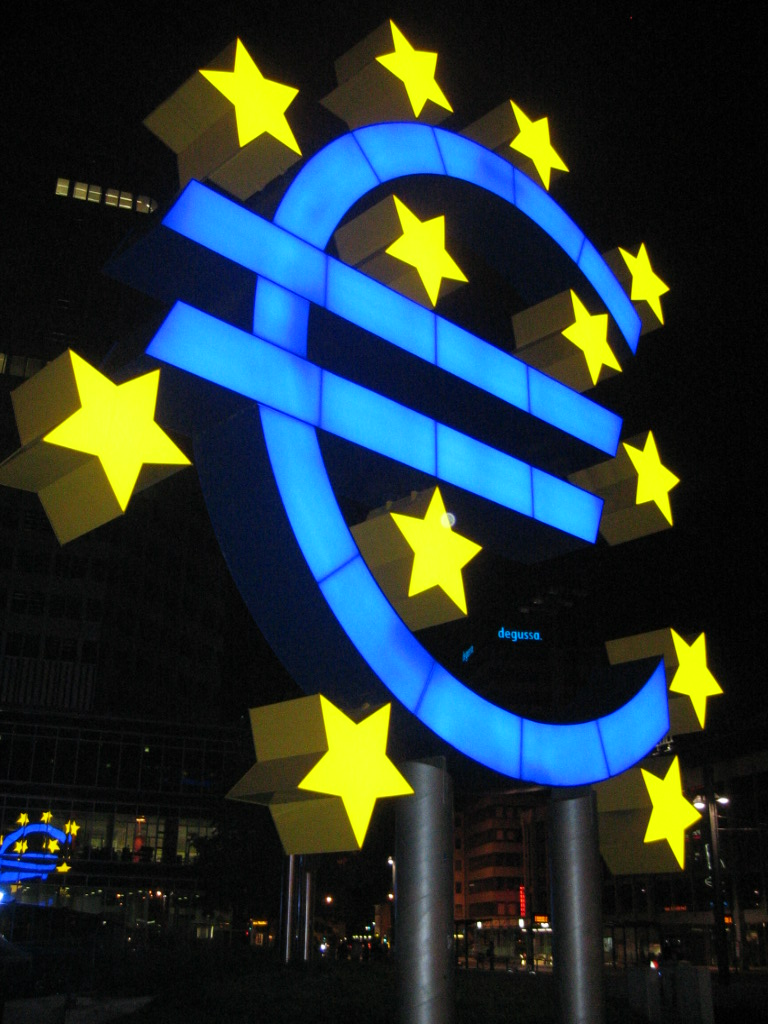
LEuro-Skulptur di fronte alla ex-sede della Banca Centrale Europea, a Francoforte.

Dal 1º gennaio 2002 in dodici paesi dell'Unione europea le monete nazionali sono state sostituite, tramite un tasso di cambio fisso e irrevocabile, dalla nuova moneta europea.
Successivamente si sono aggiunti altri paesi e dal 1º gennaio 2023 sono 20 gli stati sui 27 che costituiscono l'Unione Europea ad adottare l'euro.
Il simbolo dell'euro (€) è basato sulla lettera greca Epsilon, mentre le due barre orizzontali rappresentano la stabilità, e sono presenti, in diverse varianti, in numerosi altri simboli di monete (ad esempio nello yen (¥) o nel dollaro statunitense ($), anche se in quest'ultimo caso la barra (una sola) è posta verticalmente. Viene anche chiamato glifo per la sua somiglianza con il glifo meccanico.
L'abbreviazione ufficiale dell'euro è EUR.
Secondo una direttiva della Comunità Europea in italiano la parola Euro è indeclinabile (come in inglese e in tedesco); l'Accademia della Crusca si è pronunciata in favore dell'indeclinabilità, pur non condannando la forma Euri. È interessante notare che in lingua inglese si usa comunemente il plurale Euros, nonostante l'indicazione contraria della Comunità Europea.
L'opera che rappresenta al meglio tale simbolo è spesso vista nella statua Euro-Skulptur, ubicata a Francoforte di fronte all'ex sede della BCE.

### Festa dell'Europa
Il "giorno europeo" o "festa dell'Europa" si celebra il 9 maggio di ogni anno. Questa data ricorda la presentazione, da parte di Robert Schuman, del piano di cooperazione economica, redatto da Jean Monnet, avvenuta nel 1950.

## Altri simboli non ufficiali

### Logotipi delle Presidenze
Ogni 6 mesi, in corrispondenza della rotazione della Presidenza del Consiglio, viene presentato un logo, che diventerà l'emblema ufficiale del semestre.

Bandiera della CECA (versione del 1986 - 2002).

Bandiera della Western Union (1949 - 1954).

### Bandiere di comunità europee precedenti
Prima dell'istituzione dell'Unione Europea, esistevano le tre Comunità Europee, la cui bandiera principale era formata da due bande orizzontali (quella superiore celeste, quella inferiore nera) adorne di stelle (tante quante erano gli stati aderenti).
Prima ancora era esistita l'Unione Occidentale (in inglese Western Union, una comunità tra Francia, Regno Unito e il Benelux esistita tra il 1949 e il 1954) che aveva come compito principalmente quello di favorire la circolazione del personale accademico e del settore dell'istruzione e della cultura. Il simbolo di tale unione era formata da una bandiera che recava come simbolo una catena di 5 anelli.

### Altro

Codice a barre dell'Unione europea, proposta dell'architetto olandese Rem (2002).

Nel 2002 l'architetto olandese Rem Koolhaas ha proposto uno speciale codice a barre per l'Unione Europea, formato dagli schemi di colori delle bandiere di tutti i paesi fino a quel momento aderenti all'Unione stessa. Pur non diventando mai un simbolo dell'Europa, esso è stato utilizzato nel logo della Presidenza del Consiglio della UE da parte dell'Austria nel 2006 e da parte della Repubblica Ceca nel 2022.

## L'Europa nella mitologia
Nella mitologia greca, Europa era una nobildonna fenicia: la storia narra che Zeus tentò di sedurla avvicinandosi a lei trasformato in forma di Toro. Sulla moneta da 2 € greca è raffigurata la scena di Europa in groppa al Toro. Del mito è stata realizzata anche una statua moderna posta davanti al Parlamento europeo di Strasburgo.